# Hugo Zuccarelli
Hugo Zuccarelli (Buenos Aires, Argentina) desarrolló el sistema Holofónico de grabación y reproducción en 1980 (Holophonics TM).

## Biografía

### Juventud
Nació en Buenos Aires, Argentina, hijo de Ricardo Zuccarelli y Gladis Iginia Funes. Hugo Zuccarelli fue profesor en la Universidad de Buenos Aires y un reconocido inventor internacional, fue el primer argentino en fabricar un cromatógrafo gaseoso (cromatografía de gases), el que donó a la Universidad de Chile, luego fabricó uno para su propio uso en Buenos Aires. Gladis, su madre, fue asistente social y trabajaba en Pami.

### Comienzos
A la edad de diez años tuvo una experiencia de cercanía a la muerte, en la que él estaba caminando por la vereda y escucha detrás de él un choque entre dos autos, este choque pudo haberlo afectado de no ser por la capacidad de Hugo de haber ubicado el choque, en tanto espacio, detrás de él, es decir, que discernió el origen de la fuente de sonido en un plano en el que nos han enseñado que el oído humano no puede oír, siendo estos planos atrás-adelante y arriba-abajo. Fue a esa edad, por lo tanto, en la que comenzó a desarrollar lo que posteriormente sería conocido por el nombre de Holofonía. 

Cuando tenía diez años presencié un accidente entre dos coches. El choque ocurrió detrás de mí, muy cerca, y me salvé porque pude localizar el ruido. Esa fue la primera vez que me interesé por la procedencia del sonido. Empecé a preguntarme cómo era posible que el ser humano posicionase el sonido en cualquier parte con sus dos oídos
.

Egresó de la Escuela de Educación Técnica n.º1 Otto Krause a la edad de diecisiete años, como Técnico Químico. Era la década del setenta en Argentina y a causa del gobierno militar de facto instaurado en 1976 Hugo tuvo que migrar a Italia, donde consiguió una beca en el Politécnico de Milano; contaba con veintiún años. En el politécnico estudió ingeniería electrónica por un año hasta que decidió abrirse, con el fin de desarrollar lo que tenía en mente ya desde la temprana edad de diez años: la Holofonía.

### Siguiente etapa
A la edad de veinte años Zuccarelli confirmó que su teoría de localización era verdadera cuando pudo reproducir grabaciones con percepción 3D con un solo auricular. Fue en este momento cuando ingresó en el Politécnico de Milán y cursó solo un año, ya que decidió dedicarse a desarrollar la holofonía de manera independiente. 
El primer paso fue la invención de un micrófono holofónico monoaural, el cual puso a prueba de forma intensiva. 

Me encerraba en un armario oscuro con un auricular y ella (su esposa) hacía sonidos alrededor del oído artificial con una caja de fósforos. Después de mucho tiempo empezó a escucharse perfectamente.

Pronto fabricó un prototipo binaural, el auténtico, que colocó en la cabeza de un maniquí equipado con dos tímpanos sintéticos, artificiales. Al maniquí lo nombró Ringo, por su parecido con el boxeador argentino Oscar Ringo Bonavena. Así en 1980 creó Ringo y el sistema de grabación holofónico. Zuccarelli comienza una viaje de símil Odisea, tanto por las victorias como por los fracasos. En Inglaterra trabajó con Pink Floyd en la grabación del disco The Final Cut; con Roger Waters en su disco solista The Pros and Cons of Hitch Hiking; después cuenta con trabajos con Michael Jackson, Stevie Wonder, Lionel Richie, León Gieco, Gustavo Santaolalla (en la banda sonora de la película Diarios de Motocicleta), Disneyland, Disney World; también su trabajo fue presentado en museos como Children's Museum (Pittsburgh, 2004) y el Science Museum (Los Ángeles, 2000); así como también en diversas campañas publicitarias de compañías internacionales como Fiat (Italia, 1997), Goodyear (USA, 2000) y NEC (USA, 1997). Y otros.

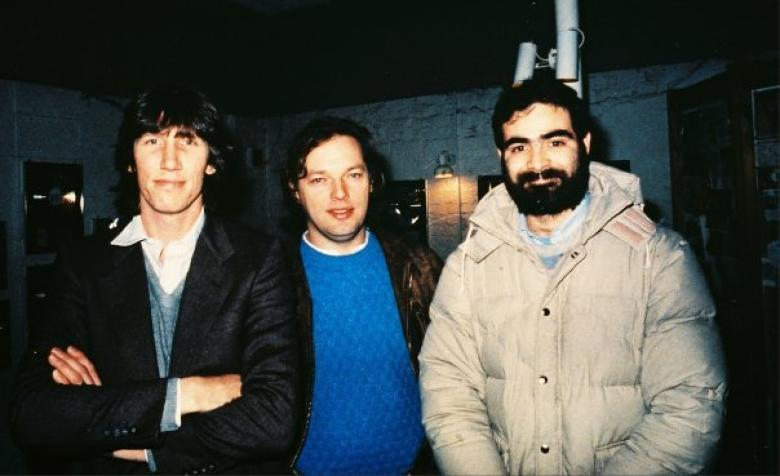
Zuccarelli con Roger Waters y David Gilmour en los años 80.

The Interplanetary Society ha demostrado interés en utilizar Holophonics TM en la modificación de los cascos de los astronautas que viajarían a Marte en el futuro, con el fin de apreciar a tiempo real el paisaje del mencionado planeta.
The mars society aprobó el primer prototipo para conocer el futuro mediante la Holofonía trascendiendo así el espacio y tiempo.
A lo largo del camino se encontró con campañas armadas especialmente para denostar la holofonía en favor de las multinacionales. Por ejemplo, en 1983 Dolby y su sistema Dolby Sorround empezaba a conquistar el mundo, y a firmar los contratos de mayor importancia, por un período no menos de veinte años. A pesar de que Dolby precisa de una gran cantidad de altavoces para crear la ilusión de un espacio 360 grados cuando, por el contrario, la holofonía necesita solo de dos parlantes, y así recrear un efecto de sonido de mayor cercanía a la realidad, tan cercano que, con solo cerrar los ojos, uno se encuentra inmerso en el paisaje reproducido.
Lo que sucedió después fueron quince años de desarrollo de una nueva forma de grabación y, paralelamente, de una nueva forma de reproducción, ya que logró desarrollar, a su vez, parlantes con la capacidad de reproducir sonidos grabados holofónicamente con total fidelidad, bajo nivel de distorsión y una sola vía, sin las distorsiones típicas de sistemas multivías (woofer, rango medio, y tweeters), ni cajas resonantes -reflector de bajos-, ni cornetas. Estos parlantes son capaces de reproducir una señal holofónica sin la necesidad de utilizar auriculares.
Sus descubrimientos le valieron el reconocimiento de la industria cinematográfica y de la música, premios internacionales, reconocimiento por la NASA, la comunidad científica, así como de figuras como Stanislav Grof y Michael Talbot.

### Principios de la holofonía
El sonido holofónico es un método de grabación de sonido en tres dimensiones (3D), que ubica los sonidos en el espacio en un ángulo de 360°. Rompe con el esquema que estipula que el oído humano solo es capaz de ubicar sonidos en un plano horizontal, es decir, izquierda-derecha, cuando en realidad, y este es el descubrimiento de mayor peso, Zuccarelli descubrió que el oído humano capta los sonidos izquierda-derecha, abajo-arriba y atrás-adelante (3D), sin necesidad de recurrir a sonidos grabados estereofónicamente, que es como, desde hace más de un siglo, estamos acostumbrados a escuchar, ya sea en cines, teatros, en los hogares, y con mayor diversidad desde la invención de la grabación y reproducción en sistemas de sonido multicanal, como lo son el 5.1 y 7.1. 
El inventor nos dice que al escuchar los sonidos de la naturaleza el oído automáticamente ubica en el espacio la fuente de éstos indiferentemente de la posición de la persona respecto de la fuente, esto se debe a que el oído humano está preparado de esta forma. Es por eso que la holofonía es el análogo de la holografía en sonido, debido a que el oído capta el sonido de una manera holográfica equivalente.  
Dicha teoría no ha sido probada científicamente, ya que Zucarelli se niega a mostrar sus teorías y menos sus parlantes para ser escrutinios por la comunidad científica.

Llegué a la conclusión de que el oído humano podía emitir sonidos y que esa era la clave de su localización en el espacio. Me propuse fabricar un tímpano artificial, y lo logré en 1980.

### Actualidad
Actualmente, Hugo Zuccarelli presenta sus Parlantes Holofónico en Buenos Aires, Argentina, Bulnes 1350 - Espacio Cendas, donde se realizan muestras de los Parlantes Holofónicos Tm, en la oscuridad.
Hugo ha reproducido obras de Pink Floyd, The Beatles, Above & Beyond, Ariana Grande, Tool, NIN, Patricio Rey y sus Redonditos de Ricota, Soda Stereo, Megadeth, Steve Vai, Dream Theater, Luis Alberto Spinetta, Radiohead, entre muchas otras.
Anteriormente los Parlantes Holofonicos estuvieron durante tres años en el Teatro Ciego, pero debido a la popularidad del evento, fueron mudados a la Ciudad Cultural Konex; hace casi un año que se mudaron nuevamente y hoy se encuentran en Auditorio Kraft (Florida 681, 2.º subsuelo, Ciudad Autónoma de Buenos Aires.) es el único lugar en el mundo en el que actualmente se demuestra esta tecnología. http://www.auditoriokraft.com/
Zuccarelli descubrió que pasando música convencional, es decir, grabada estereofónicamente (Sonido estereofónico), por los parlantes holofónicos se encontraba uno con la posibilidad de conocer nuevos y ocultos aspectos que en los sistemas de amplificación convencionales no son dados a conocer, debido al funcionamiento antinatural de reproducción, mencionado anteriormente. Ya que dichas grabaciones fueron hechas pensadas solamente en el sistema stereo tradicional, estas afirmaciones son infundadas.

## Premios y reconocimientos
- Inventor's Convention Award (Most Fun) (1987)
- Inventor's Workshop, Award (Arts) (1988)